# Loricrin
Loricrin‏ (Loricrin) هوَ بروتين يُشَفر بواسطة جين Loricrin في الإنسان.